# 408

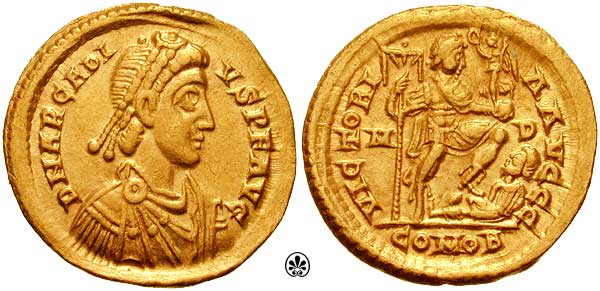
Keizer Arcadius (377-408)

Het jaar 408 is het 8e jaar in de 5e eeuw volgens de christelijke jaartelling.

## Gebeurtenissen

### Klein-Azië
- De 7-jarige Theodosius II (r. 408-450) volgt zijn vader Arcadius op als keizer van het Oost-Romeinse Rijk. Hij komt onder regentschap van Anthemius, raadsheer en stadsprefect (praefectus praetorio Orientis) van Constantinopel.

### Europa
- Constantijn III verovert Gallië en vestigt zijn hoofdstad in Arles. Hij benoemt zijn zoon Constans tot caesar en stuurt hem met een expeditieleger naar Spanje.
- Om de Peloponnesos (Griekenland) te beschermen bouwt men een verdedigingsmuur van circa 10 kilometer – de Hexamilion – langs de Landengte van Korinthe.

### Balkan
- De Hunnen onder leiding van koning Uldin steken de Donaugrens over en vallen Moesië (huidige Bulgarije) binnen. Na vergeefse onderhandelingen, drijft een Romeins leger de indringers terug over de Donau.

### Italië
- Keizer Honorius, achterdochtig dat Stilicho een coup d'état aan het voorbereiden is, laat zijn trouwe bevelhebber in Ravenna gevangennemen.
- 13 augustus - Het Romeinse leger in Ticinum (Noord-Italië) begint te muiten. Hierbij worden 7 keizerlijke officieren vermoord (volgens Zosimus).
- 22 augustus - Stilicho wordt op bevel van Honorius wegens verraad geëxecuteerd. De "barbaarse" foederati wordt door heel Italië afgeslacht.
- Alarik I, koning van de Visigoten, trekt met een invasieleger (30.000 man) over de Julische Alpen en valt de Povlakte binnen. Rome wordt door de Goten belegerd en vele Germaanse huurtroepen (auxilia) lopen over naar Alarik. Na een korte belegering stemt de Senaat toe in het betalen van een enorme losprijs van onder meer 5000 pond goud en 30.000 pond zilver. Alarik trekt zijn leger terug naar Etrurië.

## Overleden
- Arcadius (31), keizer van het Oost-Romeinse Rijk
- 22 augustus - Flavius Stilicho, Romeins generaal